# Seerosenzünsler

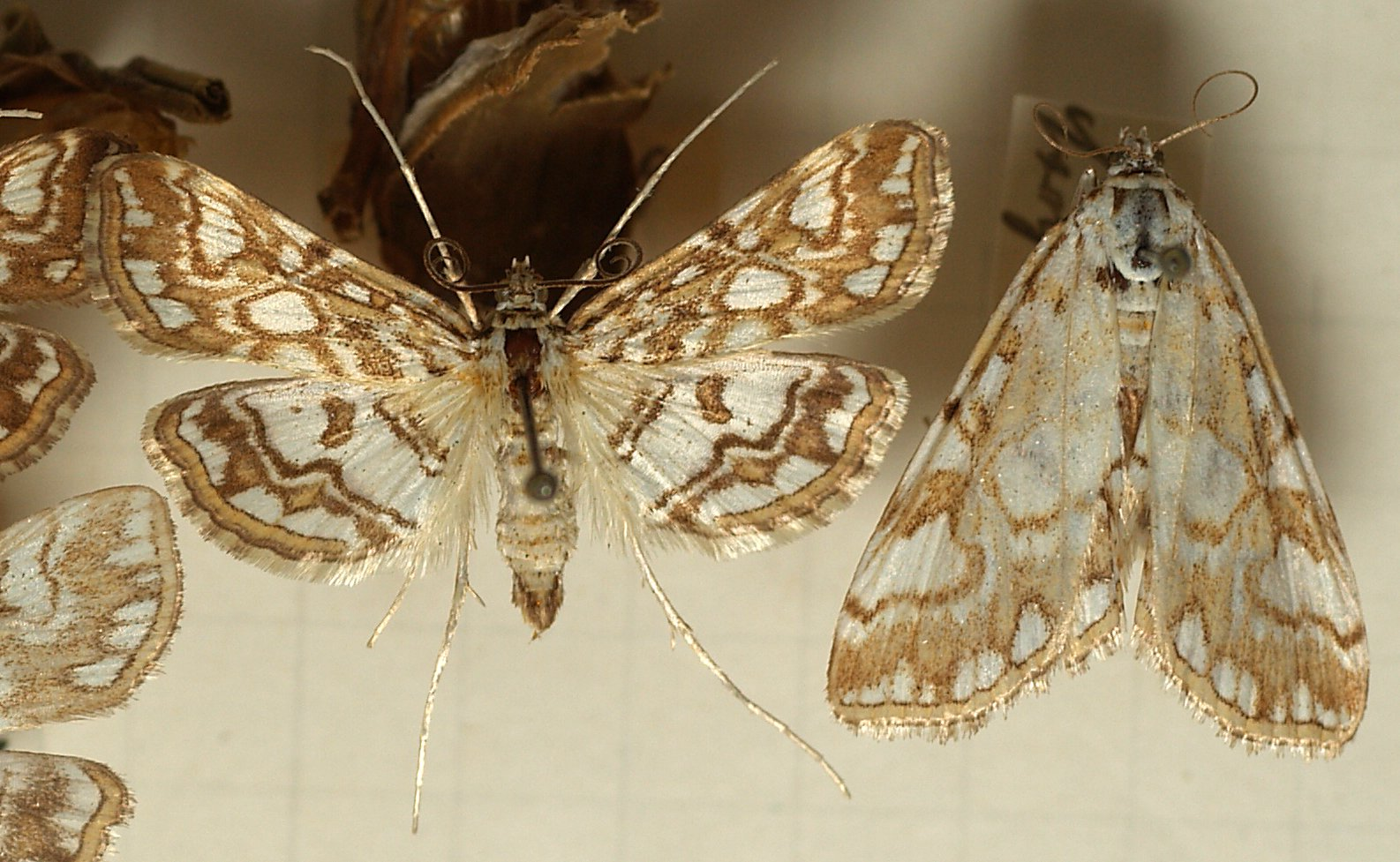
Präparat aus dem Museum Koenig

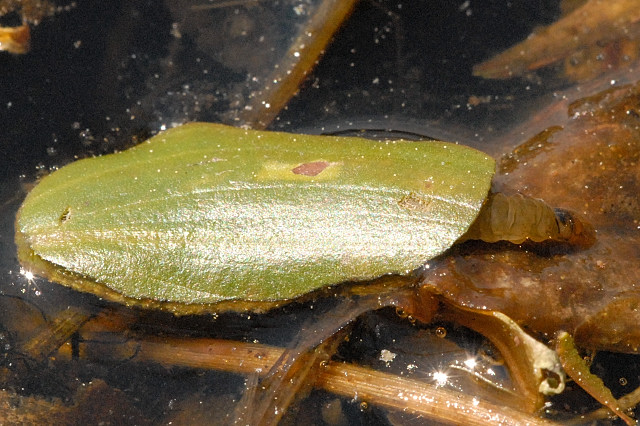
Raupe mit Raupenköcher

Der Seerosenzünsler oder Laichkraut-Zünsler (Elophila nymphaeata) ist ein Schmetterling (Nachtfalter) aus der Familie der Crambidae und gehört in deren Unterfamilie Acentropinae. Die Raupen entwickeln sich, für Schmetterlinge ungewöhnlich, überwiegend unter Wasser.

## Merkmale
Die Flügelspannweite beträgt 17 bis 28 Millimeter. Die Grundfarbe der Vorderflügeloberseite ist weiß mit einer hellbraunen bis dunkelbraunen Zeichnung aus Querlinien, dunkel gerandeten Flecken und gezackten Binden. Meist ist die subbasale Querlinie noch relativ deutlich entwickelt. Häufig weist sie mittig einen nach außen gerichteten Strich oder engen Zahn auf. Die innere Querlinie ist nur schwach gezeichnet, häufig fast erloschen. Auch die äußere Querlinie ist nur schwach angedeutet, häufig als nach außen gerichtete, oft unterbrochene Zackenbinde. Zwischen innerer und äußere Querlinie sitzen mehrere große, gerundete, hell- bis dunkel gerandete, weiße Flecke. Sehr deutlich ausgebildet ist ein querovaler bis halbmondförmiger Fleck nahe der äußeren Querlinie, der dicht am Kostalrand sitzt und zum Kostalrand offen ist. Ein weiterer mehr rundlicher Fleck sitzt näher zur inneren Querlinie und näher zum Innenrand des Flügels. Zwei weitere kleine Flecke sind etwa auf Höhe des Diskalfleckes und am Kostalrand an der inneren Querlinie entwickelt. Auch sie sind im Grund zum Kostalrand hin offen, werden jedoch von einem Längsstrich gequert, der parallel zum Kostalrand bis knapp zur äußeren Querlinie verläuft. Im Bereich der Submarginallinie befindet sich eine Reihe länglicher, nach innen zu meist gezackter weißlicher Punkte, die nach außen hin von einer dunklen Querlinie gesäumt sind. Das Saumfeld ist hell bis dunkelbraun, die Saumlinie häufig dunkelbraun hervorgehoben. Die Fransen sind hell graubraun (heller als das Saumfeld, aber deutlich dunkler als die Grundfarbe des Vorderflügels).

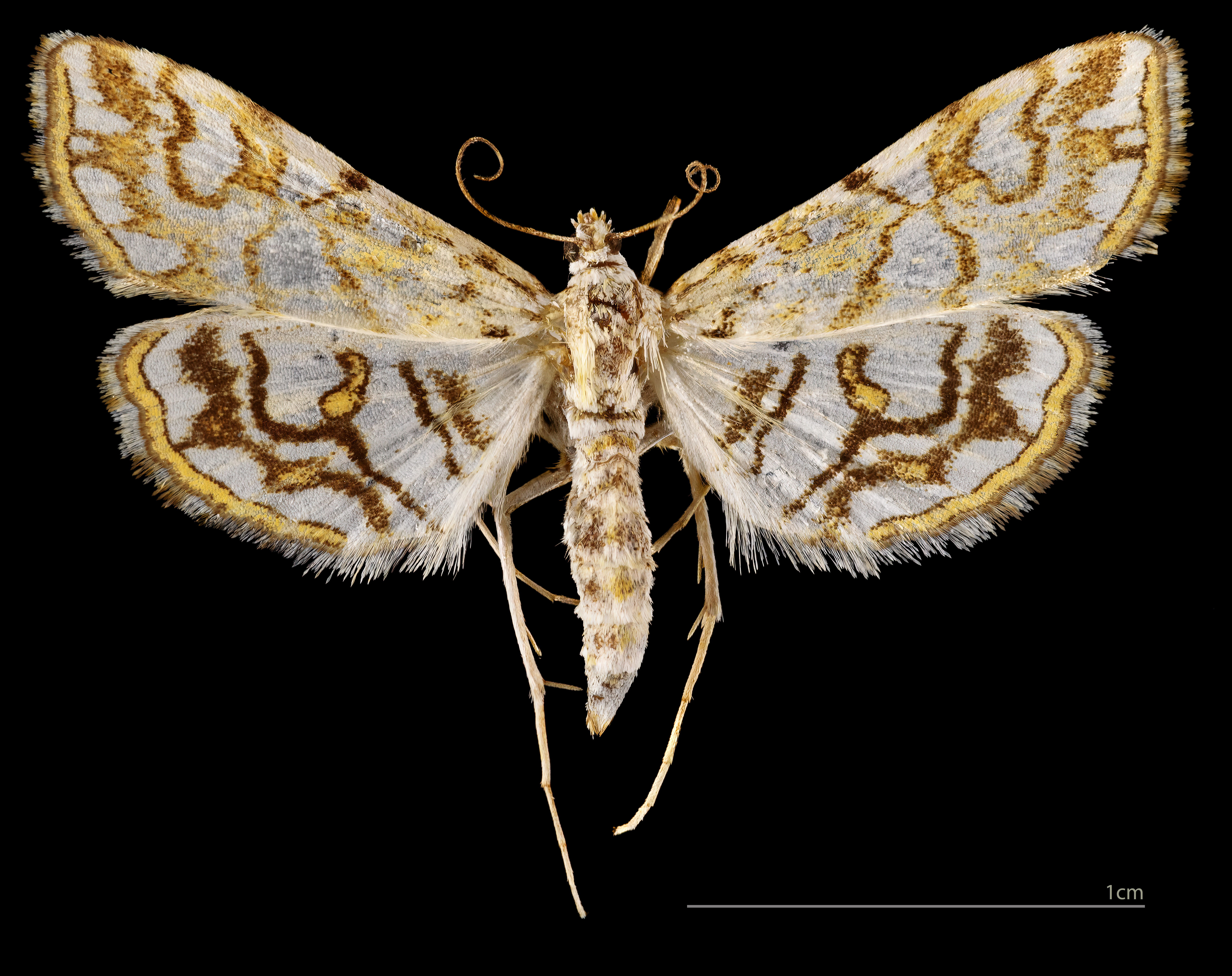
♂
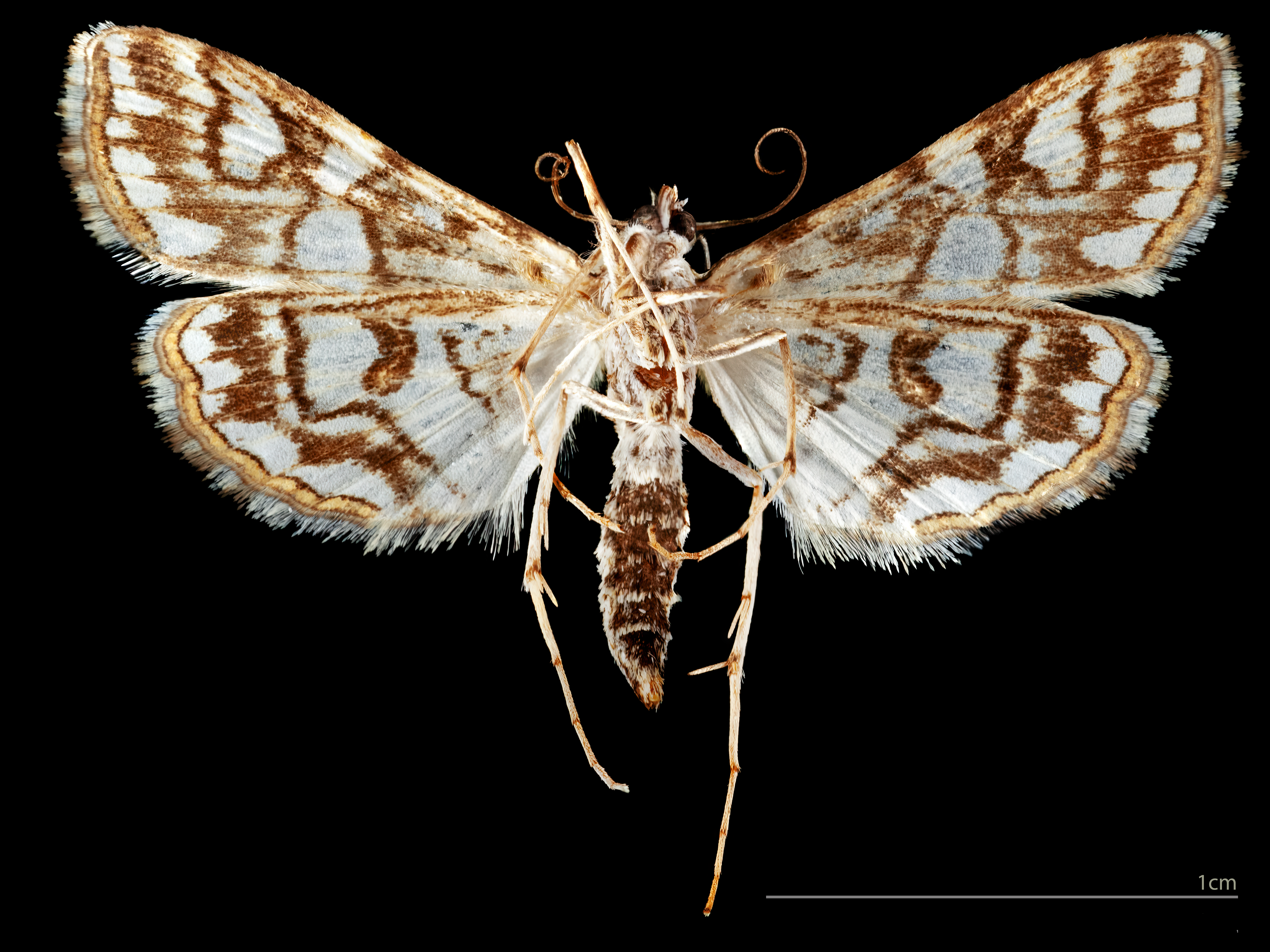
♂ △

Die Hinterflügel sind in der Grundfarbe ebenfalls weiß. Die Zeichnung ist hier konstanter und deutlicher. Sie besteht aus einer kräftigen inneren Querlinie und einer kräftigen, innen stark zurückspringenden und nach außen weiß gesäumten äußeren Querlinie. Das Mittelfeld ist fast rein weiß und weist nur zwei kräftige Diskalflecke auf. Die submarginale Linie ist meist als breite braune, nach außen gerichtete Zackenbinde entwickelt. Deutlich dunkel gezeichnet ist meist die Saumlinie. Die Fransen sind heller als die Saumlinie, oft auch unregelmäßig gescheckt. Die Falter haben einen gut entwickelten Saugrüssel.
Die Zeichnung der etwas größeren Weibchen ist meist etwas schwächer als die der Männchen.
Die Eier sind bei der Ablage gelblich. Sie sind linsenförmig abgeflacht.
Die Raupen werden etwa 22 Millimeter lang und haben eine gelblich bis hellgrüne Färbung. Sie sind nur schwach behaart.
Die Puppe ist 10,0 Millimeter lang und hat einen Durchmesser von 3,0 Millimeter. Die nur schwach glänzende Puppe ist hellbraun und mäßig gedrungen. Der Kremaster ist verhältnismäßig kurz; er besitzt drei Paare von fast gleich großen, dunklen steifen Borsten.

## Geographische Verbreitung und Lebensraum
Der Seerosenzünsler ist auf der Nordhalbkugel (Holarktis) weit verbreitet, überall dort, wo es geeignete Habitate gibt. Das Verbreitungsgebiet der Art reicht vom nordwestlichen Nordafrika bis nach Nordchina, den Russischen Fernen Osten und Japan (hier mit der Unterart E. nymphaeata ezoensis). Im Norden Europas reicht das Areal auf die Britischen Inseln und bis ins nördliche Schweden. In Asien kommt die Art südwärts bis nach Kleinasien, Zypern und den Nahen Osten sowie in den Iran, Usbekistan und Afghanistan vor.
Der Seerosenzünsler lebt überwiegend an kleinen, stehenden Gewässern wie Tümpeln, Gräben und Teichen und ist in Mitteleuropa weit verbreitet und häufig.

## Lebensweise
Der Seerosenzünsler bildet in Mitteleuropa zwei Generationen im Jahr, wobei die Falter der ersten Generation im Juni fliegen, die Falter der zweiten Generation im August und September. In Südeuropa werden bis zu drei Generationen ausgebildet. Tagsüber hängen die Falter mit dem Kopf nach unten beziehungsweise mit dem Hinterleib nach oben auf oder unter Pflanzen der Ufervegetation. Sie sind dämmerungs- und nachtaktiv und kommen an künstliche Lichtquellen. Sie halten sich in Bereichen der Uferregion mit hoher Feuchtigkeit auf, während sonnenbeschienene, trockene Bereiche mit wenig Luftfeuchtigkeit gemieden werden. Auch die abendliche Aktivität ist abhängig vom Eintreten des „Taufalles“ (Überschreiten der 100 % Sättigungsgrenze). Deshalb sind an manchen Tagen die Falter schon Stunden vor Sonnenuntergang aktiv, während sie an anderen Tagen erst tatsächlich in oder sogar nach der Dämmerung aktiv werden. Die Aktivität der Falter ist zudem temperaturabhängig. Bei abendlichen Temperaturen unter 10 °C fliegen die Falter überhaupt nicht. In den Nächten hört die Aktivität auf, wenn die Temperatur unter 11 °C sinkt. Bei günstigen Bedingungen wird die maximale Flugaktivität ca. 60 bis 70 Minuten nach Sonnenuntergang erreicht. Die Männchen fliegen dabei 10 bis 20 Zentimeter über dem Wasserspiegel umher. Die Weibchen setzen sich nach nur kurzem Suchflug an einer Laichkrautblüte oder einem Pflanzenstängel fest. Die Männchen werden durch Pheromone angelockt; die Kopulation findet am Ruheplatz der Weibchen statt. Die Paarung dauert 20 bis 40 Minuten; nach der Paarung fliegen beide Partner ans Ufer zurück.
Die Eiablage beginnt 15 bis 20 Stunden nach der Kopulation am Nachmittag des folgenden Tages. Nach einem Suchflug landet das Weibchen auf einem Laichkraut- oder Seerosenblatt. Dieses muss breiter sein als die Spannweite der Beine des Weibchens. Das Weibchen schiebt dann seinen Hinterleib unter das Blatt. Die Eier werden schichtweise auf den Raupennahrungspflanzen knapp unter dem Wasserspiegel abgelegt. Die Gelegegrößen sind sehr unterschiedlich (von über 400 bis sehr wenige; etwa 3 Eier). Die mittlere Anzahl abgelegter Eier pro Weibchen beträgt ca. 340 Eier. Die männlichen Falter werden bis 18 Tage alt, im Mittel 11 Tage, während die weiblichen Falter bereits 2 bis 3 Tage nach der Eiablage sterben.
Die Raupen schlüpfen nach 10 bis 11 Tagen (bei knapp 20 °C mittlerer Wassertemperatur). Bei kühler Witterung kann sich der Schlüpfzeitpunkt um einige Tage verzögern (bis auf ca. 14 Tage). Die meisten Eiraupen verlassen die nächste Umgebung des Geleges und kriechen an der Unterseite der Oberflächenspannung zu Nachbarblättern. Ein Teil der jungen Raupen minieren anfangs in Stängeln und Blättern. Andere Eiraupen fressen direkt an den Blättern. Das Minier-Stadium dauert maximal vier Tage. Sie fertigen sich dann kleine, schwach versponnene Köcher aus 4 bis 6 Millimeter langen und 2 bis 3 Millimeter breiten Blattstückchen. Die Köcher sind mit Wasser gefüllt und an der Unterseite des Blattes angesponnen, an dem die Raupen fressen. Die Raupen atmen in dieser Phase über die Hautoberfläche.
Entsprechend den zwei Generationen sind Raupen ab Mai und dann wieder ab August anzutreffen. Sie ernähren sich von Schwimmendem Laichkraut (Potamogeton natans), Wasser-Knöterich (Polygonum amphibium), Seerosen (Nymphaea), Einfachem Igelkolben (Sparganium emersum) und Kleiner Wasserlinse (Lemna minor). Die Raupen der ersten Generation werden nach zwei hydrophilen Stadien hydrophob; es folgen zwei weitere Raupenstadien bis zur Verpuppung.
Die Raupen der zweiten Generation wachsen aufgrund der langsam sinkenden Temperaturen im September und Oktober langsamer als die Raupen der ersten Generation. Ab einer Wassertemperatur von 10 bis 11 °C stellen sie das Fressen ein. Sie wandern mit ihrem Köcher entlang der Stängel in eine Tiefe von 20 bis 50 Zentimeter. Dort befestigen sie den Köcher an noch grünen Stängeln und bohren einen 10 bis 15 Millimeter langen Gang in das Mark des Stängels. Reichholf fand die überwinternden Raupen nur in den Stängeln des Schwimmenden Laichkrauts (Potamogeton natans). Eine wichtige Voraussetzung für die erfolgreiche Überwinterung ist, dass die Stängel auch im Frühjahr noch grün und nicht in Fäulnis übergegangen waren. Auch das zeitweise Trockenfallen schadet den überwinternden Raupen nicht. Im Frühjahr verlassen die Raupen ihr Stängelversteck und kriechen an den Stängeln hoch. Dabei fertigen sie aus Vorjahresblättern einen neuen Köcher und beginnen an jedem erreichbaren grünen Blatt zu fressen. Nach wenigen Tagen häuten sie sich und die Raupen werden hydrophob, d. h. die Oberfläche der Raupe wird nicht mehr benetzt, sondern ist von einem Luftpolster umgeben. Die Raupe reckt immer wieder das Vorderende in die Luft und erneuert durch Hin-und-her-Bewegen des Vorderkörpers die Luft in ihrem Köcher. Die hydrophoben Substanzen stammen sehr wahrscheinlich aus der Nahrung der Raupen, denn sie fressen kurz vor der Umstellung von hydrophil auf hydrophob auf den Oberseiten der Laichkraut- bzw. Seerosenblätter, die hydrophob sind. Werden bereits hydrophobe Raupen mit Salat oder hydrophilen Wasserpflanzen gefüttert, werden sie wieder hydrophil. Erneute Fütterung mit hydrophoben Wasserpflanzen führt wieder zur Hydrophobie der Raupen. Die hydrophobe Raupe fertigt ebenfalls ein Behältnis aus zwei elliptischen Blattstücken, die durch Spinnfäden zusammen gesponnen werden. Er wird während eines Raupenstadiums sechs bis achtmal erneuert, die Blattstücke stets etwas größer herausgeschnitten. Er enthält Luft, das Eindringen des Wassers wird durch die fest versponnenen Ränder und einen feinen Überzug aus Spinnfäden im Innern des Köchers verhindert. Der Köcher wird beim Kriechen hinterhergezogen; zum Fressen streckt die Raupe ihren Kopf aus dem Behältnis. Die Raupen häuten sich ein weiteres Mal mit etwa 17 bis 19 Millimeter Körperlänge. Sie sind Ende Mai ausgewachsen und verfertigen nun einen besonderen Puppenköcher. Dieser wird in etwa 1 bis 12 Zentimeter Tiefe unter der Wasseroberfläche an den Stängeln der Raupennahrungspflanze befestigt. Meist wird der letzte Raupenköcher benutzt und lediglich fest zusammen gesponnen. Seltener wird ein neuer Köcher hergestellt. In der Literatur ist häufig zu lesen, dass die Raupe das Pflanzengewebe anbeißt, um aus dem Aerenchym der Pflanze Sauerstoff zu beziehen. Die Puppe benötigt aber keinen Sauerstoff vom Pflanzengewebe und das Anbeißen der Stängel dient lediglich der besseren Befestigung des Puppenköchers an der Pflanze. Die Puppenruhe dauert je nach Wassertemperatur 12 bis 16 Tage. Die Falter schlüpfen demnach von Ende Mai bis Anfang Juni aus ihrem Puppenkokon unter Wasser. Der Falter wird durch besondere Schuppen, die lang, schmal und fast haarförmig sind, vor der Benetzung geschützt. Nach dem Auftauchen läuft er zunächst wie ein Wasserläufer auf dem Oberflächenhäutchen des Wassers bis zum nächsten Blatt. Sie ruhen dort bis zur Ausscheidung des Meconiums.
In der Übersicht ergibt sich damit im Durchschnitt als Entwicklungszeit für die Sommergeneration:
- Eistadium (bis zum Schlüpfen): 10 Tage
- hydrophile Raupe (2 Stadien): 20 bis 25 Tage
- hydrophobe Raupe (2 Stadien): 25 bis 30 Tage
- Puppenruhe: 12 bis 16 Tage;

d. h. insgesamt 70 bis 80 Tage von der Eiablage bis zum Schlüpfen des Falters.

## Systematik und Taxonomie
Die Art wurde 1758 von Carl von Linné unter dem Namen Phalaena Geometra nymphaeata erstmals wissenschaftlich beschrieben. Sie ist die Typusart der Gattung Elophila Hübner, 1822. In älteren Publikationen erscheint sie auch in den Kombinationen Nausinoe nymphaeata und Nymphula nymphaeata. Speidel (2005) unterscheidet fünf Unterarten:
- Elophila nymphaeata nymphaeata, die nominotypische Unterart, Europa, Sibirien
- E. nymphaeata hederalis (Amsel, 1935), Israel
- E. nymphaeata silarigla Speidel, 1984, Marokko und Algerien
- E. nymphaeata auralis Osterhelder, 1935, Türkei, Zypern, Iran, Nordafghanistan und Usbekistan. Übergangsformen zwischen den Unterarten E. nymphaeata nymphaeata und E. n. auralis wurden im Nordiran beobachtet.
- E. nymphaeata ezoensis Yoshiyasu, 1985, Hokkaidō (Japan), Russischer Ferner Osten[8] und Nordchina (Prov. Heilongjiang und Xinjiang)[9].

Chen, Wu und Xue (2010) führen dagegen ezoensis Yoshiyasu, 1985 unter der Synonymie von Elophila nymphaeata nymphaeata auf, so dass anzunehmen ist, dass sie nur vier der oben genannten fünf Unterarten akzeptieren (plus einer unbenannten Unterart aus Irland). Das Areal der nominotypischen Unterart würde sich nach dieser Auffassung bis nach Japan und Nordchina erstrecken.